# Khalil ibn Ishaq al-Jondi
Khalil ibn Ishaq al-Jundi (décédé c. 1365), également connu sous le nom de Sidi Khalil, était un spécialiste égyptien en droit islamique malékite qui enseignait à Médine et au Caire. Il est l'auteur du célèbre moukhtassar connu sous le nom de Mukhtasar al Khalil, qui est un manuel de charia de référence chez les malikistes.